# Herbert Watterott

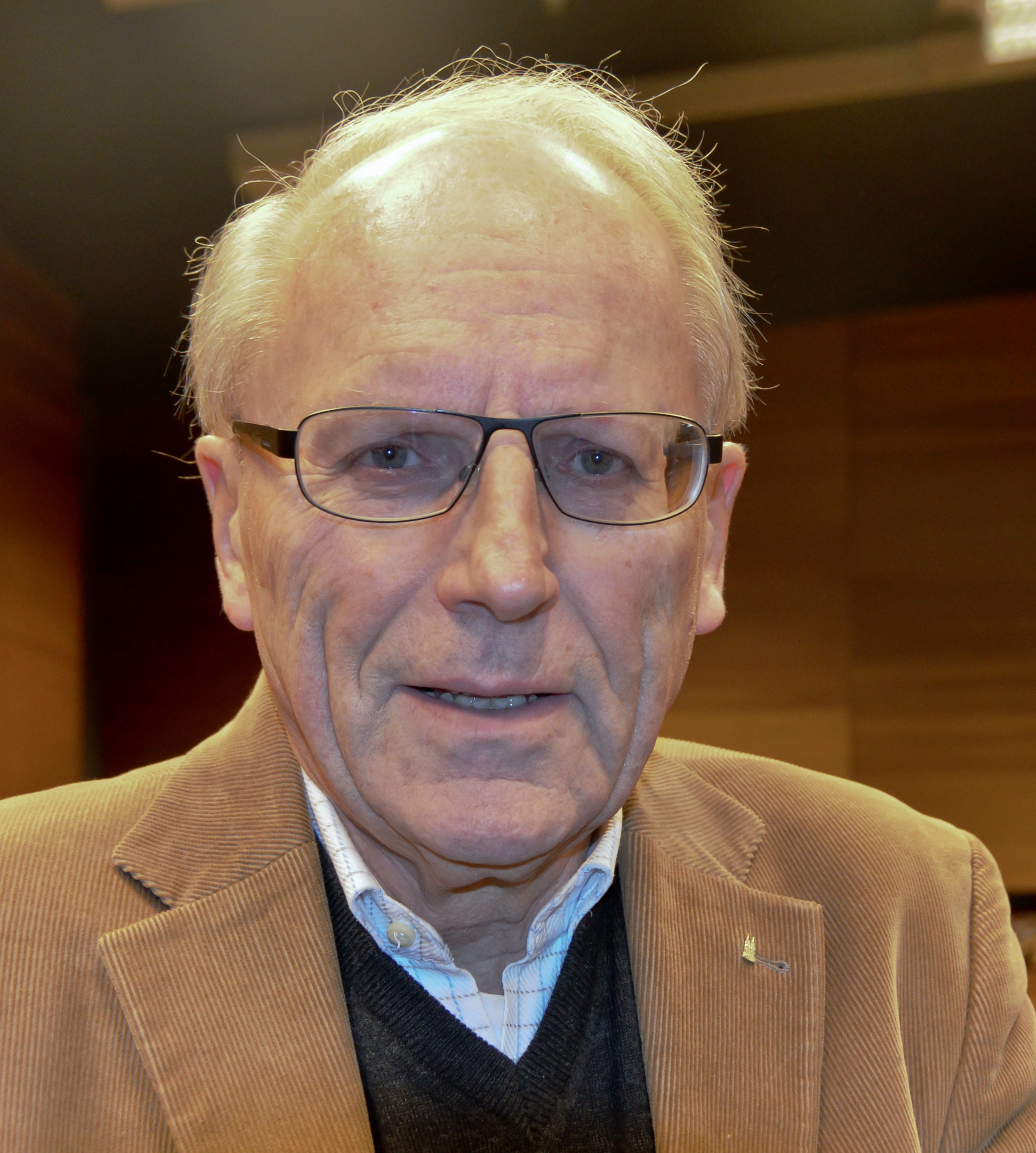
Herbert Watterott (2012)

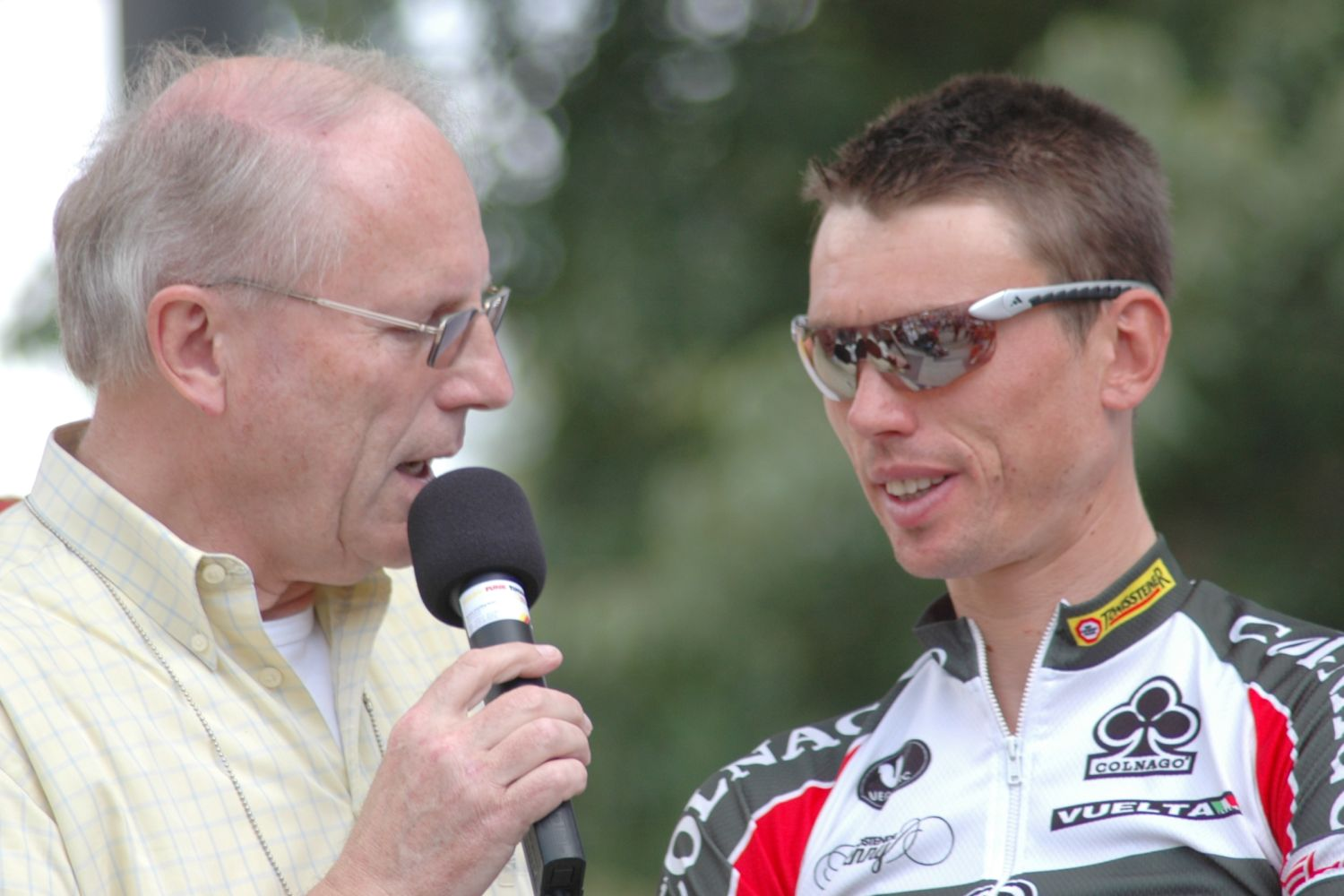
Watterott (links) im Interview mit Nico Sijmens

Herbert Watterott (* 21. September 1941 in Bensberg) ist ein deutscher Journalist.

## Leben
Er wurde vor allem den deutschen Fernsehzuschauern als „Stimme der Tour de France“ bekannt. Ab 1965 berichtete er 41-mal für die ARD von diesem Radsportereignis, zum letzten Mal von der Tour de France 2006. Seinen Abschied vor dem Ruhestand fand er bei den Straßen-Radweltmeisterschaften 2006 in Salzburg. Er war vor allem für seine ausgefallenen kulinarischen Empfehlungen bekannt und für den Ausspruch „… der rote Teufelslappen …“ für den die 1000-Meter-Marke kennzeichnenden roten Wimpel.

## Berufsausübung
1962 begann Watterott seine Fernsehmitarbeit zunächst als Assistent in der Aufnahmeleitung beim Westdeutschen Rundfunk WDR. Am 24. August 1963 war er Redakteur bei der ersten Fußball-Bundesliga-Sendung der ARD, die durch den WDR als federführende Station produziert und ausgestrahlt wurde.
1965 startete die Tour de France in Köln, und Watterott war als Assistent von Werner Zimmer mit dabei. 1969 kommentierte er das Rennen zum ersten Mal. Seine erste Livereportage hatte er 1973. Watterott erlebte als Journalist den Tod von Tom Simpson am Mont Ventoux 1967 und Fabio Casartelli in Tarbes 1995, die Fahrt Dietrich Thuraus im Gelben Trikot 1977, das Aufblühen des deutschen Radsports mit dem Team Telekom und Erik Zabel sowie schließlich Aufstieg und Fall des Jan Ullrich mit. Dabei bildete Watterott über viele Jahre hinweg ein Kommentatoren-Duo mit Jürgen Emig, das ab dem Jahr 2004 wegen strafrechtlicher Ermittlungen gegen Emig nicht mehr weiter bestehen konnte. Auf ähnliche Weise verlor Watterott ein Jahr später mit Hagen Boßdorf aufgrund dessen einstiger IM-Tätigkeit einen weiteren langjährigen Kommentar-Partner.
Neben der Tour berichtete Watterott auch von anderen Rundfahrten wie 25-mal vom Giro d’Italia, von 40 Radweltmeisterschaften, der Deutschland-Tour sowie von den Eintagesklassikern und seit Mexiko 1968 von 17 Olympischen Spielen, ebenso von 25 Eishockeyweltmeisterschaften. Außerhalb von Rundfunk und Fernsehen war er Hallensprecher bei 60 Sechstagerennen.
Herbert Watterott gab 2006 offiziell seinen Abschied als Mitarbeiter des WDR bekannt. Im selben Jahr veröffentlichte er das Buch Tour de France live! - Vierzig Jahre Reportagen vom berühmtesten Radrennen der Welt. Exklusiv für das Team Gerolsteiner sprach Herbert Watterott zudem tägliche Etappenkommentare zur Tour de France 2007 und 2008 für deren Website.
Watterott ist noch immer als Sprecher und Journalist freiberuflich tätig und schreibt über Radsport in Fachmagazinen sowie im Internetportal Radsport-News.com.
2017 war Watterott als Co-Kommentator für die ARD bei der Auftaktetappe der Tour de France in Düsseldorf tätig.

## Bibliografie
- mit Jörg Brokmann und Sven Simon (Fotos): Tour de France '97: Jan Ullrich und das Team, triumphaler Weg zum Sieg.  H-und-L, Köln 1997, DNB 958825467
- Tour de France live! Vierzig Jahre Reportagen vom berühmtesten Radrennen der Welt, Delius Klasing, Bielefeld 2006, ISBN 978-3-7688-5236-4.